# Crocidura foetida doriae
Crocidura foetida doriae is een ondersoort van de spitsmuis Crocidura foetida die voorkomt in de bergen van Sarawak en Sabah, tot op 1500 m hoogte (Borneo, Maleisië). Deze ondersoort is iets groter dan C. f. foetida en heeft langere haren. De kop-romplengte bedraagt 70 tot 100 mm, de staartlengte 60 tot 70 mm, de achtervoetlengte 13,4 tot 15,4 mm, de schedellengte 22,5 tot 24,0 mm en het gewicht 11 tot 15,6 g.